# Jugador del Año de la Continental Basketball Association

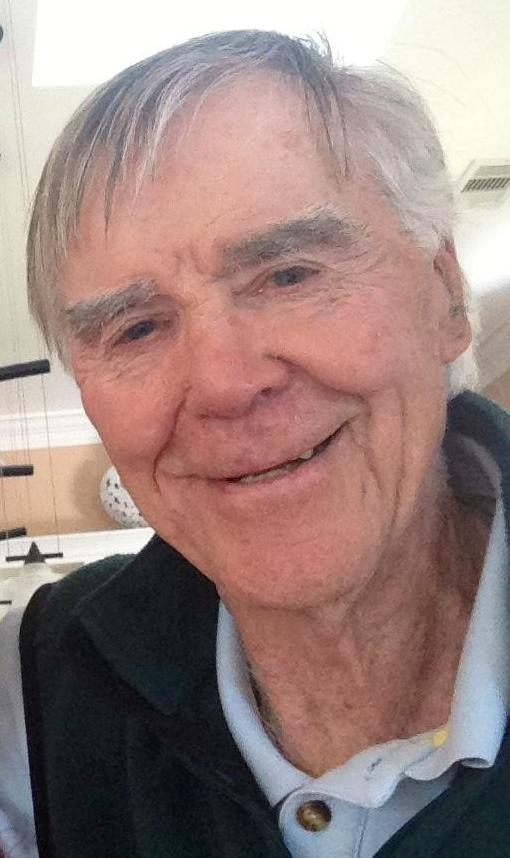
Jack McCloskey fue dos veces MVP de la Eastern Basketball Association.

El Jugador del Año de la Continental Basketball Association, antiguamente conocido como Jugador del Año de la Eastern Basketball Association, fue un galardón anual otorgado al mejor jugador de la temporada de la CBA. El ganador era elegido mediante el voto de los entrenadores de los equipos de la liga. 23 de los ganadores fueron bases, 30 aleros, y síli 4 fueron pívots. Dos jugadores (Jack McCloskey y Vincent Askew) ganaron el premio en dos ocasiones. Jugadores de los Scranton Miners/Apollos ganaron el premio en seis ocasiones cuando la liga se denominaba EBA, nombre que cambió a Continental Basketball Association (CBA) tras la temporada 1977–78. Desde entonces los Quad City Thunder han obtenido el mayor número de galardones con cinco. Los Montana Golden Nuggets y los Yakima/Yakama Sun Kings son los únicos equipos cuyos jugadores han ganado tres galardones de forma consecutiva.

## Leyenda
| ^           | Denota jugador en activo en la actualidad                      |
| dagger      | Denota jugador que ganó la liga aquel año                      |
| Ref         | Referencia                                                     |
| Jugador (X) | Denota el número de veces que el jugador ha sido MVP           |
| Equipo (X)  | Denota el número de veces que el equipo ha logrado el galardón |

## Ganadores

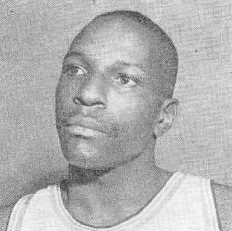
Andy Johnson, 1964–65 EBA MVP

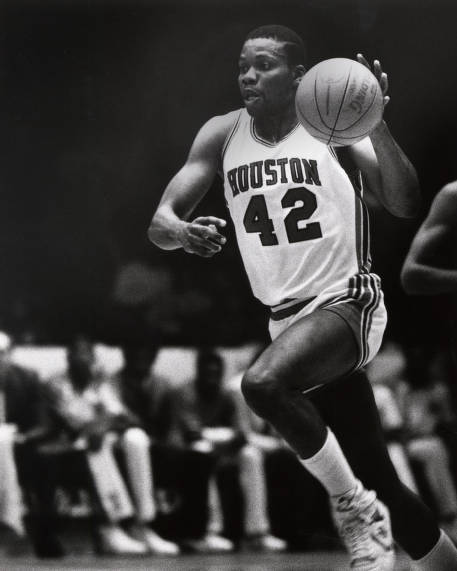
Michael Young, 1985–86 CBA MVP

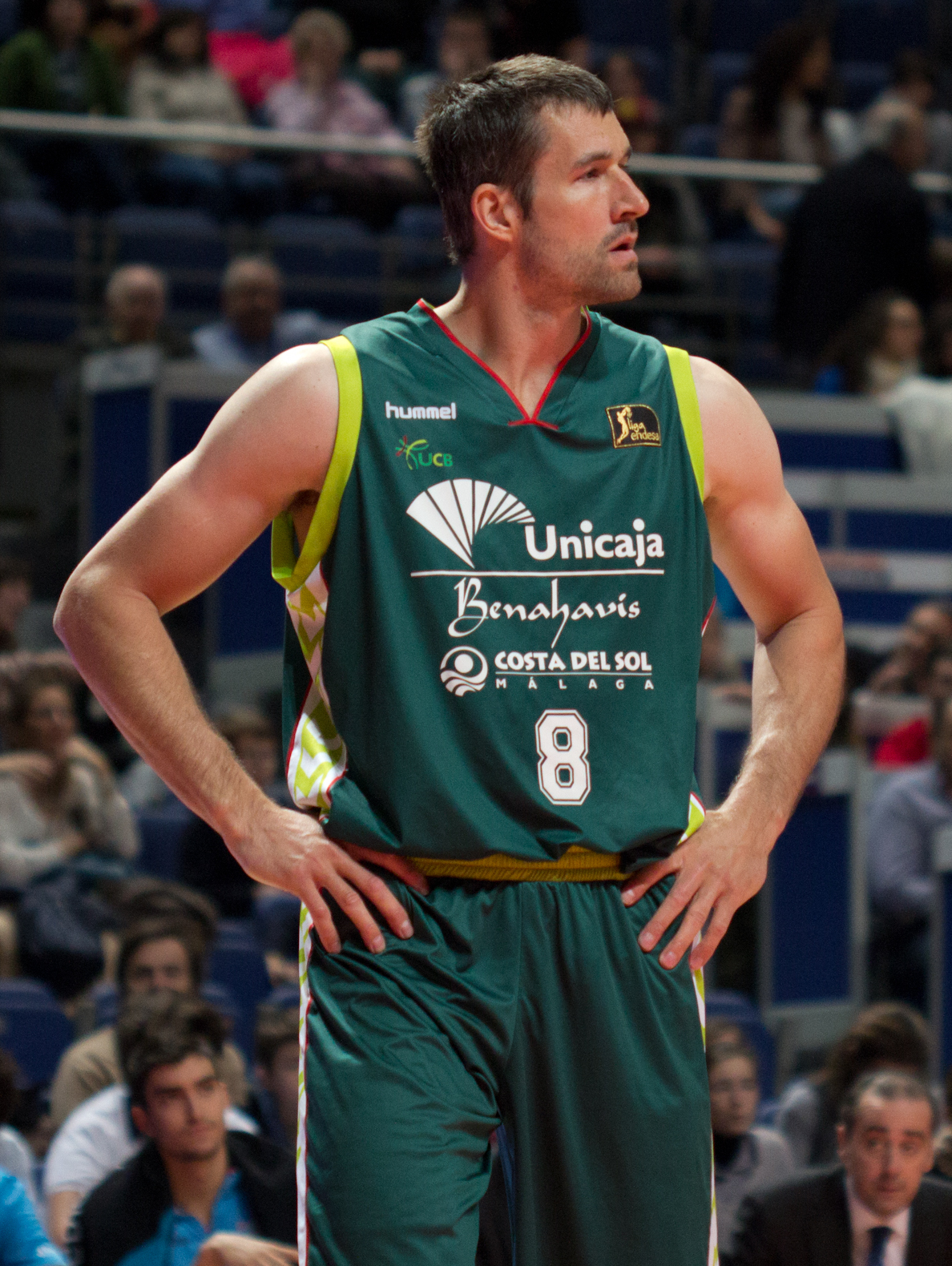
Andy Panko, 2002–03 CBA MVP

| Temporada                                                                                            | Jugador                                             | Posición                                            | Nacionalidad                                        | Equipo                                              | Ref                                                 |
| --- | --------------------------------------------------- | --------------------------------------------------- | --------------------------------------------------- | --------------------------------------------------- | --------------------------------------------------- |
| 1949–50                                                                                              | Bill Zubic                                          | Alero                                               | Estados Unidos                                      | Lancaster Rockets                                   | [ 2 ]                                               |
| 1950–51                                                                                              | Jerry Rullo                                         | Base                                                | Estados Unidos                                      | Sunbury Mercuries                                   | [ 2 ]                                               |
| 1951–52                                                                                              | Chink Crossin                                       | Base                                                | Estados Unidos                                      | Pottsville Packers                                  | [ 2 ]                                               |
| 1952–53                                                                                              | Jack McCloskey                                      | Base                                                | Estados Unidos                                      | Sunbury Mercuries (2)                               | [ 2 ]                                               |
| 1953–54                                                                                              | Jack McCloskey (2)                                  | Base                                                | Estados Unidos                                      | Sunbury Mercuries (3)                               | [ 2 ]                                               |
| 1954–55                                                                                              | Sherman White                                       | Alero                                               | Estados Unidos                                      | Hazleton Hawks                                      | [ 2 ]                                               |
| 1955–56                                                                                              | Jack Molinas                                        | Alero                                               | Estados Unidos                                      | Wilmington Jets                                     | [ 2 ]                                               |
| 1956–57                                                                                              | Hal Lear                                            | Base                                                | Estados Unidos                                      | Easton Madisons                                     | [ 2 ]                                               |
| 1957–58                                                                                              | Larry Hennessy                                      | Base                                                | Estados Unidos                                      | Wilkes-Barre Barons                                 | [ 2 ]                                               |
| 1958–59                                                                                              | Bill Spivey                                         | Pívot                                               | Estados Unidos                                      | Wilkes-Barre Barons (2)                             | [ 2 ]                                               |
| 1959–60                                                                                              | Stacey Arceneaux                                    | Alero                                               | Estados Unidos                                      | Scranton Miners                                     | [ 2 ]                                               |
| 1960–61                                                                                              | Boo Ellis                                           | Alero                                               | Estados Unidos                                      | Wilkes-Barre Barons (3)                             | [ 2 ]                                               |
| 1961–62                                                                                              | Roman Turmon                                        | Alero                                               | Estados Unidos                                      | Allentown Jets                                      | [ 2 ]                                               |
| 1962–63                                                                                              | Paul Arizin                                         | Alero                                               | Estados Unidos                                      | Camden Bullets                                      | [ 2 ]                                               |
| 1963–64                                                                                              | Andy Johnson                                        | Alero                                               | Estados Unidos                                      | Allentown Jets (2)                                  | [ 2 ]                                               |
| 1964–65                                                                                              | Walt Simon                                          | Alero                                               | Estados Unidos                                      | Allentown Jets (3)                                  | [ 2 ]                                               |
| 1965–66                                                                                              | Julius McCoy                                        | Alero                                               | Estados Unidos                                      | Scranton Miners (2)                                 | [ 2 ]                                               |
| 1966–67                                                                                              | Willie Murrell                                      | Alero                                               | Estados Unidos                                      | Scranton Miners (3)                                 | [ 2 ]                                               |
| 1967–68                                                                                              | Ken Wilburn                                         | Alero                                               | Estados Unidos                                      | Trenton Colonials                                   | [ 2 ]                                               |
| 1968–69                                                                                              | Stan Pawlak                                         | Base                                                | Estados Unidos                                      | Wilkes-Barre Barons                                 | [ 2 ]                                               |
| 1969–70                                                                                              | Waite Bellamy                                       | Base                                                | Estados Unidos                                      | Wilmington Blue Bombers                             | [ 2 ] [ 3 ]                                         |
| 1970–71                                                                                              | Willie Somerset                                     | Base                                                | Estados Unidos                                      | Scranton Apollos (4)                                | [ 2 ]                                               |
| 1971–72                                                                                              | Harthorne Wingo                                     | Alero                                               | Estados Unidos                                      | Allentown Jets (4)                                  | [ 2 ] [ 4 ]                                         |
| 1972–73                                                                                              | Ed Johnson                                          | Pívot                                               | Estados Unidos                                      | Hartford Capitols                                   | [ 2 ]                                               |
| 1973–74                                                                                              | Ken Wilburn (2)                                     | Alero                                               | Estados Unidos                                      | Allentown Jets (5)                                  | [ 2 ]                                               |
| 1974–75                                                                                              | Jerry Baskerville                                   | Alero                                               | Estados Unidos                                      | Hazleton Bullets                                    | [ 2 ]                                               |
| 1975–76                                                                                              | Charlie Criss                                       | Base                                                | Estados Unidos                                      | Scranton Apollos (5)                                | [ 2 ]                                               |
| 1976–77                                                                                              | Charlie Criss (2)                                   | Base                                                | Estados Unidos                                      | Scranton Apollos (6)                                | [ 2 ]                                               |
| 1977–78                                                                                              | Paul McCracken                                      | Base                                                | Estados Unidos                                      | Wilkes-Barre Barons (4)                             | [ 2 ]                                               |
| Nombre cambiado a MVP de la Continental Basketball Association tras la temporada 1977–78             |                                                     |                                                     |                                                     |                                                     |                                                     |
| 1978–79                                                                                              | Andre McCarter                                      | Base                                                | Estados Unidos                                      | Rochester Zeniths                                   |                                                     |
| 1979–80                                                                                              | Ron Davis                                           | Alero                                               | Estados Unidos                                      | Anchorage Northern Knights                          |                                                     |
| 1980–81                                                                                              | Willie Smith                                        | Base                                                | Estados Unidos                                      | Montana Golden Nuggets                              |                                                     |
| 1981–82                                                                                              | Ronnie Valentine                                    | Alero                                               | Estados Unidos                                      | Montana Golden Nuggets (2)                          | [ 5 ]                                               |
| 1982–83                                                                                              | Robert Smith                                        | Base                                                | Estados Unidos                                      | Montana Golden Nuggets (3)                          |                                                     |
| 1983–84                                                                                              | Geoff Crompton                                      | Pívot                                               | Estados Unidos                                      | Puerto Rico Coquis                                  |                                                     |
| 1984–85                                                                                              | Steve Hayes                                         | Pívot                                               | Estados Unidos                                      | Tampa Bay Thrillers                                 | [ 6 ]                                               |
| 1985–86                                                                                              | Michael Young                                       | Alero                                               | Estados Unidos                                      | Detroit Spirits                                     |                                                     |
| 1986–87                                                                                              | Joe Binion                                          | Alero                                               | Estados Unidos                                      | Topeka Sizzlers                                     | [ 7 ]                                               |
| 1987–88                                                                                              | Michael Brooks                                      | Alero                                               | Estados Unidos                                      | Albany Patroons                                     |                                                     |
| 1988–89                                                                                              | Anthony Bowie                                       | Base                                                | Estados Unidos                                      | Quad City Thunder                                   |                                                     |
| 1989–90                                                                                              | Vincent Askew                                       | Base                                                | Estados Unidos                                      | Albany Patroons (2)                                 |                                                     |
| 1990–91                                                                                              | Vincent Askew (2)                                   | Base                                                | Estados Unidos                                      | Albany Patroons (3)                                 |                                                     |
| 1991–92                                                                                              | Barry Mitchell                                      | Alero                                               | Estados Unidos                                      | Quad City Thunder (2)                               | [ 1 ]                                               |
| 1992–93                                                                                              | Derek Strong                                        | Alero                                               | Estados Unidos                                      | Quad City Thunder (3)                               |                                                     |
| 1993–94                                                                                              | Ronnie Grandison                                    | Alero                                               | Estados Unidos                                      | Rochester Renegade                                  | [ 8 ]                                               |
| 1994–95                                                                                              | Eldridge Recasner                                   | Base                                                | Estados Unidos                                      | Yakima Sun Kings                                    | [ 9 ]                                               |
| 1995–96                                                                                              | Shelton Jones                                       | Alero                                               | Estados Unidos                                      | Florida Beach Dogs                                  |                                                     |
| 1996–97                                                                                              | Dexter Boney                                        | Base                                                | Estados Unidos                                      | Florida Beach Dogs (2)                              | [ 10 ]                                              |
| 1997–98                                                                                              | Jimmy King                                          | Base                                                | Estados Unidos                                      | Quad City Thunder (4)                               | [ 11 ]                                              |
| 1998–99                                                                                              | Adrian Griffin                                      | Alero                                               | Estados Unidos                                      | Connecticut Pride                                   | [ 12 ]                                              |
| 1999–2000                                                                                            | Jeff McInnis                                        | Base                                                | Estados Unidos                                      | Quad City Thunder (5)                               | [ 13 ]                                              |
| 2000–01                                                                                              | Sin jugador elegido tras la desaparición de la liga | Sin jugador elegido tras la desaparición de la liga | Sin jugador elegido tras la desaparición de la liga | Sin jugador elegido tras la desaparición de la liga | Sin jugador elegido tras la desaparición de la liga |
| 2001–02                                                                                              | Miles Simon                                         | Base                                                | Estados Unidos                                      | Dakota Wizards                                      | [ 14 ]                                              |
| 2002–03                                                                                              | Andy Panko^                                         | Alero                                               | Estados Unidos                                      | Dakota Wizards (2)                                  | [ 15 ]                                              |
| 2003–04                                                                                              | Josh Davis                                          | Alero                                               | Estados Unidos                                      | Idaho Stampede                                      |                                                     |
| 2004–05                                                                                              | Sam Clancy Jr.^                                     | Alero                                               | Estados Unidos                                      | Idaho Stampede (2)                                  |                                                     |
| Nombre cambiado a Jugador del Año de la Continental Basketball Association tras la temporada 2004–05 |                                                     |                                                     |                                                     |                                                     |                                                     |
| 2005–06                                                                                              | Anthony Goldwire                                    | Base                                                | Estados Unidos                                      | Yakama Sun Kings (2)                                | [ 16 ]                                              |
| 2006–07                                                                                              | Galen Young                                         | Alero                                               | Estados Unidos                                      | Yakama Sun Kings (3)                                | [ 17 ]                                              |
| 2007–08                                                                                              | Daryan Selvy                                        | Alero                                               | Estados Unidos                                      | Yakama Sun Kings (4)                                |                                                     |